# Die Lady (1964)
Die Lady ist ein deutsch-französisches Gesellschaftsmelodram aus dem Jahre 1964 mit dem schwedischen Bergman-Star Ingrid Thulin in der Titelrolle.

## Handlung
Nadine Anderson, eine elegante Frau der Upper Class, führt eine von Luxus und Stehpartys bestimmte Ehe, die sie unendlich langweilt. Ihr Mann Eliot ist Schwedens Botschafter in Athen und sorgt mit seinem sexuellen Desinteresse für starke sexuelle Frustration bei Nadine. Denn diese Ehe wird nur zum Schein geführt, in Wahrheit interessiert sich Eliot ausschließlich für Männer und hat mehr als nur ein Auge auf seinen jungen, knackigen Sekretär Martin Troge geworfen. Nadine ist nicht mehr länger bereit, dieses zutiefst unbefriedigende Leben einer andauernden inneren Leere weiterzuführen. Sie dürstet nach Sex, gern auch nach schmutzigem Sex. Und so treibt es sie Nacht für Nacht durch die schummrigen Gassen von Piräus, dem Hafen von Athen, immer auf der Suche nach „ganzen Kerlen“, die ihr all das geben, wozu ihr Gatte weder imstande noch willens ist. Bald droht die Lady auf ihrer Sinnsuche immer mehr abzurutschen. Tagsüber ist sie ganz die noble Gesellschaftsdame, aber abends lebt Nadine ihre Begierde nach wilden Typen aus und arbeitet als Dirne mit eigenem Zimmer.
Dort lernt sie eines Nachts Nikos, einen Dockarbeiter, kennen, der ihrer Vorstellung von einem „ganzen Mann“ exemplarisch entspricht. Beider Glück wäre ungetrübt, würde dessen Schwester Elektra, ebenfalls Prostituierte und außerdem nebenher Stripteasetänzerin, nicht Nadines wahre Identität herausbekommen haben. Sie wittert das große Geschäft und versucht, die Botschaftergattin zu erpressen. Elektra möchte ihre armselige Existenz endlich hinter sich lassen und verlangt, dass Nadine sie für ein ordentliches Gehalt als Hausmädchen anstellt. Nadine beugt sich diesem nachdrücklich vorgetragenen Wunsch, und Elektra wird nun Teil des menschlichen Botschaftsinventars – ganz zu Eliot Andersons Missvergnügen, denn dessen Sekretär Martin verliebt sich während eines Yachtausflugs in die nahezu gleichaltrige rassige, südländische Schönheit. Eliot entlässt daraufhin augenblicklich Elektra und plant, um Martin nicht an das Mädchen zu verlieren, eine Reise, bei der ihn sein Sekretär begleiten soll, damit Elektra aus dessen Blickfeld verschwindet. 
Die gefeuerte Elektra eröffnet im Zornesausbruch ihrem nun ehemaligen Arbeitgeber, dass seine Frau ihm nicht nur fremd gehe und eine Affäre mit ihrem Bruder Nikos habe, sondern auch von den anderen außerehelichen Aktivitäten der Lady; kurz: dass Nadine anschaffe. Für den homosexuellen Gatten ist diese Eröffnung weit weniger schlimm als erwartet, er will lediglich, dass auch in Zukunft der Schein gewahrt wird. Und so gestattet er Nadine, unter dem Vorwand, sich in einem Schweizer Sanatorium vom vielen Dolcefarniente zu erholen, die Affäre mit ihrem virilen Hafenarbeiter fortzusetzen. Außer sich vor Zorn, dass ihre Intrigen nichts fruchten, geht Elektra zu ihrem Bruder und steckt diesem, dass seine Nuttenfreundin in Wahrheit die Frau des schwedischen Botschafters in Griechenland ist. Bei dieser Enthüllung kommt es zum heftigen Streit zwischen den Geschwistern, infolgedessen Nikos Elektra heftig schlägt. Dabei kommt das junge Mädchen zu Tode. Die Beziehung mit Nadine ist damit beendet, und die Lady verlässt ihn.

## Produktion
Die Lady entstand zu großen Teilen in Griechenland. Der selten gezeigte Film passierte am 25. September 1964 die FSK-Prüfung und wurde am 2. Oktober 1964 uraufgeführt. In späteren Jahren wurde der Streifen unter dem reißerischen Titel Gräfin Porno von Ekstasien erneut verwertet. Die Bauten entwarf Max Mellin und wurden von Tibor Rednas umgesetzt.

## Kritiken
„Dreigroschengeschichte, die ihrem künstlerischen Anspruch nicht gerecht wird und in ihrer Grundhaltung unannehmbar ist.“

„Ambitioniert gestaltete Filmkolportage.“